# Agenezija bubrega
 Agenezija bubrega (лат. agenesio renis) je primarni defekt u razvoju bubrega nastao pogrešnom inicijacijom u sekvenci pronefros – mezonefros i/ili izostankom rasta ureteralnog pupljka. Iako kontralateralni bubreg obično preuzme funkciju, kod ove anomalije se može očekivati pojava fokalne ili segmentne glomeruloskleroze sa sekundarnom bubrežnom insuficijencijom.
Anomalije iz ove grupe poremećaja u razvoju bubrega javljaju se u ranim fazama razvoja i rezultat su pogrešnog sjedinjavanja metanefričkih blastema. One koje nisu inkopatibilne sa životom (kao napr obostrana agenezija bubrega – Potterov sindrom) ako su asimptomtomatske i ne pričinjavaju teškoće, osoba sa ovom anomalijom može proživeti ceo život (ako kontralateralni bubreg preuzme funkciju) i ne znajući da ima ovu anomaliju.

## Epidemiologija
Prevalencija jednostrane bubrežne ageneze u populaciji je približno 1 na oko 1.000 ljudi.
Bilateralna ageneza se javlja kod 1 od oko 2.500 fetusa.

## Vrste
Agenezija bubrega karakteriše se urođenim nedostatkom jednog ili oba bubrega.

### Jednostrana (unilateralna) agenezija
Unilaterakna agenezija karakteriše se nedostatkom jednog bubreg. Češća je od bilateralne agnezije i viđa se u 1 : 1.000 novorođenčadi. Praćena je nedostatkom uretralnog ušća na mokraćnoj bešici na strani agenezije. Može se javiti kod dvojki, blizanaca, te drugih članova porodice.
Prognoza unilateralne agenezije zavisi od postojanja kontralateralne hipoplazije, displazije, uretralne dilatacije (u oko 50% slučajeva), kontralateralne nefrolitijaze i infekcije (u oko 70% slučajeva) ili udruženih drugih anomalija na drugim organima (u 10% slučajeva).

### Obostrana (bilateralna) agenezija
Bilaterakna agenezija ili Potterov sindrom, karakteriše se nedostatkom oba bubreg. Dosta je retka i javlja se u 1:5.000 slučajeva, češće kod muške novorođenčadi sa muško : ženskim odnosom 2 :1 do 3 : 1.Ova anomalija je nespojiva sa životom.

## Literatura
- Nedima ATIĆ, Izeta SOFTIĆ, Jasminka TVICA. „Anomalije urinarnog trakta u djece”. Pedijatrija danas. 3 (2): 149—163. 2007.

## Spoljašnje veze
|  | Molimo Vas, obratite pažnju na važno upozorenje u vezi sa temama iz oblasti medicine (zdravlja). |